# فرهاد مهراد
فرهاد مِهراد (۲۹ دی ۱۳۲۲ – ۹ شهریور ۱۳۸۱) خواننده، آهنگساز و نوازندهٔ اهل ایران بود. وی از خوانندگان صاحب نام راک ایرانی بود که نخستین آلبوم راک اند رول انگلیسی ایران را منتشر کرد. آنچه او را از دیگر خوانندگان هم‌نسلش متمایز می‌کرد، خواندن ترانه‌های اجتماعی است که در آثار موسیقی او متبلور شده است. این عنصر در مضامین تمامی ترانه‌های او کاملاً به چشم می‌خورد.
مهراد را به عنوان یکی از اولین خوانندگان سیاسی ایران نیز می‌شناسند. وی در اوایل دهه ۱۳۵۰ ترانه‌هایی با مضامین سیاسی و انتقادی می‌خواند. او در زمستان ۱۳۵۷ ترانهٔ انقلابی «وحدت» معروف به «محمد» را خواند. اما پس از انقلاب تا سال ۱۳۷۲ از ادامهٔ کار منع شد. او سپس به موسیقی بازگشت و خواب در بیداری پرفروش‌ترین کاست در آن زمان شد.
از معروف‌ترین آهنگ‌های او می‌توان به «مرد تنها»، «کودکانه»، «جمعه»، «خسته»، «اسیر شب»، «هفته خاکستری»، «شبانه ۱ و ۲»، «گنجشکک اشی‌مشی»، «سقف»، «آوار»، «وحدت»، «نجواها»، «کوچ بنفشه‌ها»، «برف»، «مرغ سحر»، «گل یخ»، و «شب تیره» اشاره کرد. وی آهنگ‌هایی نیز به زبان‌های غیرفارسی دارد.

## زندگی

### فصل کودکی و نوجوانی
فرهاد مهراد در ۲۹ دی ۱۳۲۲ در تهران زاده شد. او نهمین و آخرین فرزند آمنه و رضا مهراد بود. پدرش کاردار وزارت خارجهٔ ایران در کشورهای عربی بود. فرهاد در کودکی مدتی را در عراق زندگی کرد و زبان عربی را نیز فرا گرفت. خصوصیات رفتاری‌اش به گونه‌ای با هم‌سالانش متفاوت بود که از دید دوستان و آشنایان و خانواده به مقلد بزرگسالان تشبیه می‌شد. سه ساله بود که گرایش ویژه‌اش به موسیقی باعث شگفت اطرافیان شد، به‌طوری‌که از او دیده می‌شد ساعت‌ها در پشت اتاق برادرش مشغول گوش دادن به تمرینات ویلن او و دوستانش شود که به گفتهٔ خود او: «با وجود این‌که نمی‌دانست این صداها چیست اما گوش او از همان کودکی با موسیقی آشنا می‌شد.» بعد از این‌که علاقه او به موسیقی توسط دوست برادرش مورد توجه قرار می‌گیرد. آن فرد خانواده‌اش را ترغیب به فراهم نمودن سازی برای او می‌کند. به هر ترتیب یک ویلن‌سل برای او تهیه شده و سرآغازی برای یادگیری دانش موسیقی‌اش می‌شود اما مدت زمان یادگیری بیشتر از سه جلسه دوام نمی‌آورد و ویلنسل می‌شکند؛ که خودش بعدها دربارهٔ آن حادثه این چنین می‌گوید: «به هر حال سازی تهیه می‌شود و سپس توسط همان‌هایی که تهیه شده بود شکسته می‌شود که در آن لحظه ساز صد تکه و روح من نیز به همراه آن هزار تکه می‌شود و به گونه‌ای می‌توان گفت که علاقه من به موسیقی هرز رفت، زیرا باعث شد که موسیقی را به صورت دِیمی و از راه گوش فرا بگیرم.» پس از آن واقعه باز هم تنها دلخوشی او گوش سپردن به همان تمرینات موسیقی برادر بزرگ و داشتن ساز هم تبدیل به یکی از محالات می‌شود. در دوران مدرسه پی به علاقه و توانایی‌اش به رشته زبان و ادبیات فارسی می‌برد و در کنار موسیقی تبدیل به دیگر دغدغه‌اش می‌شود و او را مایل به ادامه تحصیل در رشته ادبیات می‌کند ولی با مخالفت عموی بزرگ که در غیاب پدر سرپرستی خانواده را بر عهده داشت روبه‌رو شده و مجبور به ادامه تحصیل در رشتهٔ طبیعی می‌شود. نتیجهٔ علاقه‌مند نبودن به این رشته و دروس آن دلیلی بر ترک تحصیل او در کلاس یازدهم می‌شود.

### فصل جوانی

#### آغاز فعالیت هنری با نوازندگی
بعد از ترک تحصیل به دنبال علاقهٔ دوران کودکی، یعنی نوازندگی و کار موسیقی رفته و به دلیل اجازه نداشتن ساز از سوی پدر خانواده، برای یادگیری نواختن به خانهٔ دوستان و همسایگان ارمنی خود می‌رود تا بتواند از سازهایی که در منزل آن‌ها بود استفاده کند زیرا به گفته خود او: «ارمنی‌ها در آن دوران نسبت به خانواده‌های دیگر آزادتر بوده و انواع موسیقی‌های جهان را گوش می‌دادند و همچنین سازهایی نیز در منزل خود داشتند.» به این ترتیب، فرهاد به صورت خودآموز نوازندگی گیتار و پیانو را آموخت. چندی بعد توسط همان هم‌محلی‌های ارمنی، گروه چهار بچه جن (به انگلیسی: The four imps) را تشکیل داد و در آن گروه به کار نوازندگی و اجرای برنامه در کلاب‌های گوناگون مشغول شد. این گروه برای اجرای برنامه‌ای که توسط مدیریت هتل خورشید که برای کارکنان باشگاه شرکت نفت ترتیب داده شده بود راهی اهواز شد.
در اجرای شب اول برنامه، رهبر ارکستر به علت عدم حضور خواننده گروه از او می‌خواهد که علاوه بر نوازندگی به عنوان خواننده نیز گروه را همراهی کند و او نیز با یک‌بار دوره کردن متن ترانه و آهنگ، برنامه را به روی صحنه می‌برد. (او در اَدا کردن درست واژگان و عبارات حساس بود و همچنین اطلاعات جامعی در رابطه با موسیقی جهان داشت. همین امر باعث می‌شد که وقتی ترانه‌ای را به زبانی دیگر و از آهنگ‌های انگلیسی، فرانسوی، ایتالیایی و… به آواز درآورد، کم‌تر کسی باور کند که او به زبان دیگری تکلم دارد) چنین وسواسی برای گروهی که به زبان‌های ارمنی و انگلیسی برنامه اجرا می‌کردند، مفید واقع شده و برای اجرای خوبشان مورد استقبال قرار می‌گیرند و مدت اجرای برنامه نیز برای چند شب متوالی تمدید می‌شود. همچنین به گفته منوچهر اسلامی، نوازنده ترومپت و عضو سابق گروه بلک کتس: «فرهاد چون از کودکی به منزل دوستان ارمنی خود برای بهره‌گیری از سازهای آنان به صورت پنهانی درآمد و شد بود، کاملاً به زبان ارمنی نیز تسلط داشت.»

### آغاز همکاری با گروه بلک کتس به عنوان خواننده و نوازنده گیتار و پیانو
مدتی بعد او از آن گروه جدا شده و به صورت مستقل فعالیت‌هایش را در زمینه موسیقی آغاز می‌کند و در اولین قدم در سال ۱۳۴۲ به برنامه‌ای تلویزیونی، تحت عنوان (واریته استودیو ب) می‌رود و در آن‌جا نیز آهنگ‌های غیر فارسی را اجرا کرده و طرفدارانی می‌یابد. از این رو، یعنی بعد از دیده شدن در این برنامه و مورد توجه قرار گرفتن توسط مخاطبان، چندی بعد از او برای اجرای برنامه در کنسرت بزرگی به مناسبت سالروز محمدرضاشاه پهلوی که توسط مدیریت (مجله اطلاعات جوانان) در استادیوم امجدیه صورت گرفته بود، دعوت می‌شود و در آن کنسرت نیز چند ترانه غیر فارسی را با گیتار می‌نوازد و می‌خواند و مورد استقبال مردم و تماشاچیان قرار می‌گیرد.
از قضا در این کنسرت ویدا قهرمانی هنرپیشه سینما که به همراه همسرش مالک کافه کوچینی بودند نیز حضور داشت و به دلیل اجرای زیبایش او را به گروه بلک کتس که هر شب در کوچینی برنامه داشتند، معرفی می‌کند.
از سال ۱۳۴۵ همکاری او با بلک کتس آغاز می‌شود و در آن‌جا به دلیل اجراهای انگلیسی‌اش که به گفته دوستان و مخاطبانش از اجرای اصل آهنگ نیز بهتر بود، به گونه‌ای که آمریکایی‌های مقیم ایران به رزرو صندلی‌های جلو برای نزدیک بودن به او سر و دست می‌شکستند، به «فرهاد بلک کتس» معروف شده و حتی توسط نشریات آن زمان و افرادی که از مخاطبان او در کوچینی بودند، لقب «ری چارلز ایران» را نیز می‌گیرد.
او در این گروه به خواندن آوازهایی از گروه‌های معروف موسیقی آن زمان از جمله: بیتل‌ها، انیمالز، بی جیز، فورتاپس و خوانندگان سرشناسی مانند: الویس پریسلی، ری چارلز، تام جونز، نینا سیمون، فرانک سیناترا، بن ئی. کینگ و بسیاری دیگر می‌پردازد. منوچهر اسلامی عضو سابق و نوازنده ترومپت در گروه بلک کتس از او به عنوان پایه اصلی این گروه یاد می‌کند و می‌گوید: «او با آنکه نت نمی‌دانست و موسیقی را از راه گوش و به صورت تجربی آموخته بود، نیاز چندانی به تمرین نداشت و با یک‌بار زمزمه کردن ترانه‌های انگلیسی صدا و سازش را با اعضای گروه هماهنگ می‌کرد و در واقع به احترام سایر اعضا به جلسات تمرین می‌آمد.» همچنین ابی دیگر خواننده پاپ که در آن زمان هنوز فعالیت حرفه‌ای خود را به صورت جدی آغاز نکرده بود به مدت دو سال با گروه بلک کتس همکاری کرد که همیشه از این دو سال و در کنار فرهاد مهراد بودن به نیکی یاد می‌کند و آن دو سال را به عنوان یک دوره آموزشی قلمداد کرده و می‌گوید: «هر آنچه که در آواز خواندن یادگرفته‌ام، مدیون فرهاد هستم.» همچنین از سوی مردم بر دیگر خواننده پاپ فریدون فروغی نیز در اوایل فعالیت هنری‌اش به دلیل تأثیرپذیری از فرهاد مهراد خرده گرفته می‌شد.

#### اجرای اولین ترانه به زبان فارسی در دوبله یک فیلم
در همین زمان، یعنی در اوج فعالیت بلک کتس بود که استاد علی کسمایی مدیر دوبلاژ، ملقب به پدر دوبله ایران به دنبال صدایی برای ترانه (With a little bit luck) (به فارسی: با یه کمی شانس) برای فیلم انگلیسی بانوی زیبای من است و با توجه به معروف شدن فرهاد مهراد در کافه کوچینی و معرفی‌اش از سوی تورج نگهبان او را به عنوان صدای دوبله‌کنندهٔ این ترانه انتخاب می‌کند و در واقع این ترانه اولین ترانه‌ای است که او آن را به زبان فارسی می‌خواند.
چندی بعد او از بلک کتس جدا شده و برای دیدار خواهرش به انگلستان می‌رود. اما سفری که قرار بود دوماهه باشد، بیش از یک سال به طول می‌انجامد.
در این سفر برای کسب درآمد مدتی را به اجرای برنامه در کلاب‌های لندن می‌پردازد که یکی از تهیه‌کنندگان مطرح انگلیسی با شنیدن آواز او انتشار آلبومی را به زبان انگلیسی به او پیشنهاد می‌کند، ولی به دلیل بیماری و مشکلات شخصی انتشار آلبوم در حد حرف باقی می‌ماند. پس از بازگشت به ایران اولین اجرای موسیقی خود را در هتل ریمبو در خیابان ایرانشهر تهران اجرا می‌کند و سپس برای مدت کوتاهی به اجرای برنامه در کافه کوچینی ادامه می‌دهد.

### آغاز فعالیت در موسیقی فارسی با اجرای ترانه‌ای نوین در اولین موسیقی متن فیلم
در سال ۱۳۴۸ توسط اسفندیار منفردزاده که در آن زمان به دنبال صدای جدیدی برای ترانهٔ «مرد تنها» (با آهنگی از خودش و شعری از شهیار قنبری) برای فیلم رضا موتوری (به کارگردانی مسعود کیمیایی) بود، انتخاب می‌شود و پیشگام از خوانندگان دیگر، سرآغازی برای اجرای ترانه‌ای نوین با مضمونی اجتماعی در اولین موسیقی متن فیلم می‌شود.
در ابتدا او به دلیل آنکه از اولین اجرای فارسی خود در فیلم (بانوی زیبای من) رضایتمند نبود، شرط می‌کند در صورتی که بعد از اجرا از نتیجه کار راضی نباشد، منفردزاده آهنگ را پاک کرده و منتشر نسازد. اما بعد از اتمام کار از نتیجه به دست آمده ابراز رضایت می‌کند و این ترانه در سال ۱۳۴۹ هم‌زمان با اکران فیلم به شکل صفحهٔ موسیقی منتشر شده و تبدیل به پرفروش‌ترین می‌شود؛ زیرا به گفته خود او: «تنها مایل به اجرای ترانه‌هایی بود که بتواند آن‌ها را حس کند و زبان حال او باشد یا این‌که دارای پیام و بیان‌گر معضلی از اجتماع باشد.»
بعد از این ترانه در سال ۱۳۵۰ ترانهٔ «جمعه» (کار منفردزاده و قنبری) را برای فیلم خداحافظ رفیق (به کارگردانی امیر نادری) می‌خواند و باز هم مورد توجه قرار گرفته و به عنوان صدای اعتراض شناخته می‌شود.
بعد از آن یعنی در همان سال، ترانه آینه‌ها (کار شماعی‌زاده و اردلان سرفراز) را باز هم با متن ترانه‌ای متفاوت با ترانه‌های آن دوران اجرا می‌کند و دارای سبک خاصی در موسیقی با مُهر و امضای کاری خود شده و همچنین باعث ترغیب خوانندگان دیگر به اجرای ترانه‌های این‌چنینی می‌شود. بعد از اجرای موفقیت‌آمیز این آهنگ و استقبال مردم از این نوع موسیقی پاپ با ترانه‌ای متفاوت، دلیلی بر همکاری دوباره این گروه سه نفره متشکل از خواننده و ترانه‌سرا و آهنگساز می‌شود تا آهنگ دیگری نزدیک به مضمون ترانه آینه‌ها به نام مرداب برای او ساخته و با صدای او تمرین شود.
خسرو لاوی مسئول انتشار کارهای قبل از انقلاب این هنرمند در مستند (جمعه‌های فرهاد) در این رابطه می‌گوید: «این آهنگ در ابتدا برای صدای فرهاد ساخته و تمرین شده بود و در آخرین اجرای تمرینی این کار نیز خود من حضور داشتم و شاهد تمرین این آهنگ توسط فرهاد بودم و باید بگویم هنگامی که فرهاد پشت پیانو می‌نشیند و شروع به نواختن این آهنگ و خواندن آن می‌کند، از زیبایی آن اثر مو برتنم سیخ می‌شود و می‌گویم که این کار می‌تواند یکی از بهترین کارهای فرهاد شود که متأسفانه بعد از این اجرا به دلایلی که هیچ‌گاه مشخص نشد آهنگساز کار، خود تصمیم به اجرای ترانه می‌گیرد و اجرا با صدای فرهاد منتفی می‌شود.»
منوچهر اسلامی می‌گوید: «افراد دور و بر فرهاد آدم‌های خیرخواهی نبودند، البته به جز سرپرست گروهی که فرهاد کارش را با او در کوچینی آغاز کرده بود چون او استعداد و توانایی فرهاد را کاملاً می‌شناخت. فرهاد هم از لحاظ روحی بسیار آسیب‌پذیر بود و نمی‌توانست خیلی چیزها را تحمل کند.»
پس از آن و در سال ۱۳۵۱ ترانهٔ «خسته» کاری از (تورج نگهبان و محمد اوشال) را برای فیلم زنجیری به آواز درآورد و در سال‌های بعد نیز ترانه‌های اسیر شب، شبانه ۱ و ۲، هفته خاکستری، گنجشکک اشی مشی، سقف، آوار، کودکانه، وحدت و نجواها را تا قبل از انقلاب ۱۳۵۷ به اجرا درمی‌آورد. همچنین به دلیل گزیده‌کار بودنش، آثار او در یک دوره فعال نه ساله، یعنی از اجرای اولین آهنگ (مرد تنها) در سال ۱۳۴۹ تا آخرین اجرایش تا انقلاب یعنی (نجواها) در سال ۱۳۵۸ مجموعه آثار او تنها به چهارده کار می‌رسد، زیرا او کاری را که از لحاظ محتوایی مناسب نمی‌دانست اجرا نمی‌کرد و اعتقادی نیز به همیشه در صحنه بودن یک هنرمند تحت هرگونه شرایطی و با ارائه دادن هر نوع کاری نداشت و علت اینکه با شمار زیادی از افراد سرشناس آن دوران در زمینه شعر و موسیقی کار کرد اما در مجموع نوعی وحدت و یکپارچگی در محتوای آثارش دیده می‌شود نیز به همین دلیل است.
بعد از انتشار «شبانه» در سال ۱۳۵۳، فشارهای ساواک بر هنرمندان به ویژه پدیدآورندگان این اثر بیشتر از پیش شد. فرهاد در فاصله سال‌های ۱۳۵۳ تا سال ۱۳۵۷ ترانه‌هایی خواند که برخی از آن‌ها مضمون اعتراضی داشتند، اما اشاره‌های مستقیم سیاسی-اجتماعی در آنها کمتر بود. فرهاد در آن زمان به مواد مخدر اعتیاد داشت. او چند بار تلاش کرد مواد مخدر را ترک کند اما موفق نشد و در نهایت با صادق صلحی‌زاده، متخصص مشهور ترک اعتیاد آن زمان، آشنا شد و ظرف کمتر از یک سال اعتیادش را ترک کرد.
با رسیدن سال ۱۳۵۷ و ملتهب شدن فضا، اسفندیار منفردزاده بار دیگر با شعری از احمد شاملو با فرهاد همکاری کرد. این همکاری «شبانه ۲ (یه شب مهتاب)» نام داشت که به یکی از نمادهای موسیقی اعتراضی در ایران تبدیل شد. فرهاد تا سال ۱۳۵۷ و انقلاب ایران کنسرت‌هایی را در داخل و خارج از کشور برگزار کرد و یک روز بعد از انقلاب در ایران، یعنی در روز ۲۳ بهمن ۱۳۵۷ سیاوش کسرایی ترانهٔ وحدت را به اسفندیار منفردزاده می‌سپارد و در همان روز صدای فرهاد در ستایش آزادی و آزادگی در تلویزیون ملی طنین‌انداز می‌شود که در واقع اولین خواننده‌ای بود که صدایش بعد از انقلاب نیز شنیده می‌شد.
فرهاد در تابستان ۱۳۵۸ با پوران گلفام آشنا شد و در مرداد ۱۳۶۰ با او ازدواج کرد. مسئولیت گرفتن مجوز آثار و هماهنگ‌کردن برنامه‌هایش عمدتاً با گلفام بود. او در دهه ۱۳۶۰ چند بار برای گرفتن مجوز آثار پیش از انقلاب فرهاد به وزارت فرهنگ و ارشاد اسلامی رفت. مسئولان وزارت ارشاد به او گفته بودند که فرهاد نخست ترانه‌ای در تأیید جمهوری اسلامی بخواند و بعد آزاد خواهد بود هر چه می‌خواهد بخواند. فرهاد این درخواست را نپذیرفت و تا ۱۴ سال نتوانست برای هیچ‌کدام از آثارش مجوز بگیرد. مسئولان اداره موسیقی وزارت ارشاد عموماً با این توجیه که آثار قدیمی‌اش تکراری است، به فرهاد مجوز نمی‌دادند. اما یک شرکت انتشاراتی موسیقی بدون مجوز و اطلاع فرهاد، تعدادی از آثار پیش از انقلاب او را منتشر کرد. شکایت فرهاد به وزارت ارشاد هم راه به جایی نبرد و بعضی از این آلبوم‌ها از جمله وحدت هنوز در بازار ایران فروخته می‌شوند.
در دهه ۱۳۶۰ بعضی از هنرمندان انقلابی به کارهایی مانند دستفروشی و مسافرکشی روی آورده بودند و فرهاد هم از این وضع مستثنا نبود. در سال ۱۳۶۸ و با انتشار آلبوم در شب سرد زمستانی از محمد نوری که نخستین آلبوم موسیقی غیر از سنتی و سرود بعد از انقلاب بود، فرهاد فکر کرد زمان برای انتشار موسیقی او هم رسیده باشد. به همین دلیل یک مجموعه از کارهای بعد از انقلابش آماده کرد و برای گرفتن مجوز به وزارت ارشاد فرستاد. به گفتهٔ گلفام، صدور این مجوز حدود دو سال طول کشید و با نامه‌نگاری و تأخیر پیش‌آمده، فرهاد دیگر حال شادی کردن نداشت.
فرهاد پس از انقلاب مدت‌ها از کار منع گردید تا سرانجام در سال ۱۳۷۳ آلبوم خواب در بیداری از او منتشر شد که چند ترانهٔ فارسی و چند ترانهٔ انگلیسی را به همراه داشت. در این آلبوم او تنها با نواختن یک آلت موسیقی، یعنی پیانویی که خود آن را می‌نواخت آهنگسازی ترانه‌های فارسی و انگلیسی‌اش را بر عهده گرفته بود که برای اولین بار چنین شیوه‌ای که آهنگ یک اثر موسیقی با ساده‌ترین شکل خود، یعنی نواختن تنها یک ساز مانند پیانو یا گیتار به اجرا درآید توسط او صورت گرفت که در اجراهای کنسرتی‌اش نیز پایدار ماند. در سال ۱۳۷۴ نیز اولین کنسرت بعد از انقلاب خود را در کلن آلمان اجرا کرد که اولین کنسرت پاپی که بعد از انقلاب مجوز اجرا در خارج از کشور را گرفت، محسوب می‌شد.
همچنین فرهاد در سال ۱۳۷۷ نیز توانست کنسرتی را در ایران اجرا کند. مسئولان وزارت ارشاد برای صدور مجوز شرایطی مطرح کردند: «هیچ‌گونه تبلیغی برای این کنسرت نشود، بلیت چاپی برای کنسرت صادر نشود، از کنسرت عکس یا فیلم برداشته نشود، ترانه «گنجشکک اشی‌مشی» خوانده نشود (بخاطر این‌که آخر ترانه آمده «کی می‌خوره؟ حاکم‌باشی») و این‌که کنسرت در شبی برگزار شود که مناسبت مذهبی باشد.» مجوز کنسرت برای جمعه ۹ دی ۱۳۷۳ که هم شب بعثت محمد بود و هم شب سال نوی مسیحیان، در سینما سپیده تهران صادر شد. بلیت‌ها به قیمت ۲٫۵۰۰ تومان در کمتر از سه روز فروش رفتند. فرهاد در این کنسرت «گنجشکک اشی مشی» را هم خواند.
فرهاد در اواخر سال ۱۳۷۷ آلبوم برف را نیز منتشر کرد. تلاش‌های او و همسرش برای کسب مجوز این آلبوم نتیجه نداد و آلبوم برف ابتدا خارج از ایران منتشر شد. با آغاز ریاست‌جمهوری محمد خاتمی در سال ۱۳۷۶، آلبوم برف توانست مجوز انتشار در داخل ایران را هم بگیرد.

### فصل پایانی فرهاد
پس از انتشار آخرین آلبومش به نام برف، درصدد تهیه آلبومی به نام «آمین» بود که ترانه‌هایی از کشورها و زبان‌های مختلف را در بر می‌گرفت. اما از سال ۱۳۷۸ بیماری‌اش شدت گرفت. او به بیماری هپاتیت سی مبتلا بود و در نتیجهٔ عوارض کبدی ناشی از آن در خرداد ۱۳۸۱ برای درمان به لیل فرانسه رفت. ظاهراً او در دوره اعتیادش به مواد مخدر در سال‌های پیش از انقلاب، به هپاتیت سی مبتلا شده بود. او در همان سال پس از مدتی اغما در بیمارستان، ساعت ۱ صبح روز شنبه ۹ شهریور ۱۳۸۱ در سن ۵۹ سالگی درگذشت و در ۱۳ شهریور در گورستان تیه (قطعه ۱۱۰، ردیف ۷، سنگ ۲۳) در پاریس دفن شد. همسرش می‌گوید ابتدا قصد داشته پیکر او را بسوزاند تا همیشه همراهش باشد، اما بستگانش در ایران به او هشدار داده‌اند اگر این کار را بکند در صورت بازگشت به ایران با مشکل مواجه خواهد شد. همان زمان بعضی از همکاران سابق فرهاد اعلام کردند فرهاد وصیت کرده بوده که جسدش را بسوزانند و حتی عده‌ای از آنها که برای مراسم تشییع فرهاد به پاریس آمده بودند منتظر اجرای این مراسم بودند.
پس از درگذشتش مجموعه آثار و فیلم‌های مستندی چون آمین، برف، جمعه‌های فرهاد و همچنین کتابی با عنوان چون بوی تلخ خوش کندر منتشر شد.
| گرم و زنده بر شن‌های تابستان                               |  | زندگی را بدرود خواهم گفت |
| تا قاصد میلیون‌ها لبخند گردم تابستان مرا در برخواهد گرفت و |  | دریا دلش را خواهد گشود   |
| زمان در من خواهد مُرد و                                    |  | من بر زمان خواهم خفت     |
| آه، زمان در من خواهد مُرد و                                |  | من بر زمان خواهم خفت     |
| به امید باران و صلح/فرهاد مهراد                           |  |                          |
| (ترانه کتیبه فرهاد و وداع در ۹ شهریور تابستان ۱۳۸۱)       |  |                          |

- مرکز موسیقی وزارت فرهنگ و ارشاد اسلامی نیز در ۱۱ شهریور ۱۳۸۱ درگذشت او را طی یادداشتی تسلیت گفت.

متن یادداشت به شرح زیر بود:
«فرهاد، هنرمند موسیقی ایران که با تحمّل یک دوره بیماری دار فانی را وداع گفت، یقیناً از جمله هنرمندانی است که تاریخ موسیقی ایران نام او را در شمار روشنگران اجتماعی ایران جای خواهد داد.
صدای او با سرود «وحدت» برای مردم ایران جاودانه است، آنگاه که مردم به دنبال یک ناجی برای روح و جسم خویش به سوی معرفت با شیفتگی تمام می‌شتافتند، او «محمد» را برای مردم خویش والامقام معرفی کرد.
نامش و یادش جاودان.
ضایعه درگذشت وی را به جامعه هنری ایران به ویژه جامعه موسیقی کشور تسلیت عرض نموده و از خداوند شادی روح او و بقای عمر بازماندگان را خواستاریم.»
- همچنین گروه تولیدکنندگان حرفه‌ای موسیقی پاپ هم با انتشار بیانیه‌ای درگذشتش را به مردم و به‌ویژه هنرمندان تسلیت گفت.

در این بیانیه آمده بود:
 «مرگ پایان کبوتر نیست.
مرد تنهای دیار نغمه و آواز چمدان‌هایش را بست و به دور دست سفر کرد.
او کودکانه آغوش گشود تا جاودانگی را تجربه کند و در این راه بزرگ، یار و همدم سال‌های سال او گنجشکک اشی مشی مونسش شد.
نجواگر وحدت و پیام‌آور غرور یک ملّت، سرانجام سقفی بی روزن و رؤیایی برای خود یافت و در زیر آوار خاک، آرامشی بلند را به سیطره درآورد.
فرهاد، مرد تنهای کوچه‌های بی‌انتها، ساده و بی‌ریا، به سپیدی برف و روشنایی آینه نقاب در چهره خاک کشید و از میان ما رفت.
خداحافظ رفیق روزها و هفته‌های خاکستری، خداحافظ.»
- مجمع ناشران و تهیه‌کنندگان آثار شنیداری ایران نیز به بهانهٔ چهلمین روز درگذشت او بیانیه‌ای را منتشر کرد.

«فرهاد، فریادگر آزادی، ایمان و آگاهی، نفس بریده و جان به لب، سرانجام شوکران مرگ را لاجرعه سر کشید و به دیدار دوست شتافت. آن آزادهٔ بلندآوازه، نمادی بی نمونه از انسانیت، آرمانخواهی و تعهد هنری بود که در لحظه‌لحظهٔ عمر هنری اش یک آن از ارتفاع افتخار به فروکاست ابتذال نگرایید و حنجره حق خوانش جز برای زیبایی، آگاهی و رهایی مردمان، آوایی نپراکند. او هرگز به سودای شهرت و ثروت از اوج اندیشه و آگاهی به فرو سطح گیشه و کلیشه و عوامل فریبی تن نداد و چون بسیار کسان که در آغاز طلوع چرکینشان در عرصه هنری به ظاهر خویش را با فرهنگ شعاری از اصحاب اندیشه قلمداد می‌کنند و به شکار فرصت‌ها می‌پردازند و به دلبری، چشم و دل مدیران و مردمان را می‌دزدیدند و چون به نام رسیدند و رونق بازار را به دست آوردند لگد بر حریم حرمت‌ها و رأس بر ساقه اصالت‌ها می‌نهند و نقاب از چهرهٔ چرکین خود می‌گیرند، هیچگاه به رغم نیاز و موقعیّت، محبوبیّت توأمان، سر نیاز فرود نیاورد و آبروی فقر و قناعت هنرمندانه را نبرد و بیرق هنر جدی و اندیشمندانه موسیقی مدرن معاصر ایران را تا دم مرگ بر بلندای همّت بی‌همتای خود در اهتزاز نگاه داشت.»

## موزه خانهٔ فرهاد
در سال ۱۳۹۱ به کوشش همسر این هنرمند، موزه‌ای از وسایل شخصی او تحت عنوان «خانهٔ فرهاد» در موزه سینما واقع در تهران، خیابان ولی‌عصر، باغ فردوس دایر شد تا میزبان دوست‌داران این هنرمند باشد. خانه‌ای که در سالن سه به این هنرمند اختصاص داده شده است و گوشه دنجی است که در آن صدایش رساتر از هرجای دیگری به گوش می‌رسد و در این گوشه دنج، بخشی از آثار به جامانده از او، از جمله: عبای شکلاتی، شال گردن سیاه که آن را در بسیاری از اجراهایش بر گردن داشت، بخشی از کتابخانه شخصی‌اش به چشم می‌خورد. همچنین عینک، ساعت، پیانو، گیتار و دست‌نوشته‌هایی با خطی خوش و همچنین قرآن شخصی‌اش بخش دیگری از آثار موجود در این موزه است که در این خانه به نمایش گذاشته شده است. پشت این خانه، حیاط قدیمی و زیبایی با کاشی و حوض آبی ساخته شده که صدای این هنرمند را با موسیقی آب می‌آمیزد و گل‌های شمعدانی و یاس‌های سفید که فضا را پر کرده است.
همسر این آوازخوان دربارهٔ به یادگار گذاشتن خانهٔ فرهاد در موزه سینما می‌گوید: «این‌جا خانهٔ واقعی فرهاد است. این‌جا فرهاد را احساس می‌کنم و امیدوارم روزی چه باشم و چه نباشم این‌جا خانهٔ فرهاد باقی بماند و دوستدارانش به این‌جا بیایند و خاطراتشان را تجدید کنند.» همچنین باید خاطر نشان کرد که طراحی و اجرای خانهٔ فرهاد را بهروز غریب پور کارگردان تئاتر و سینما انجام داده است.

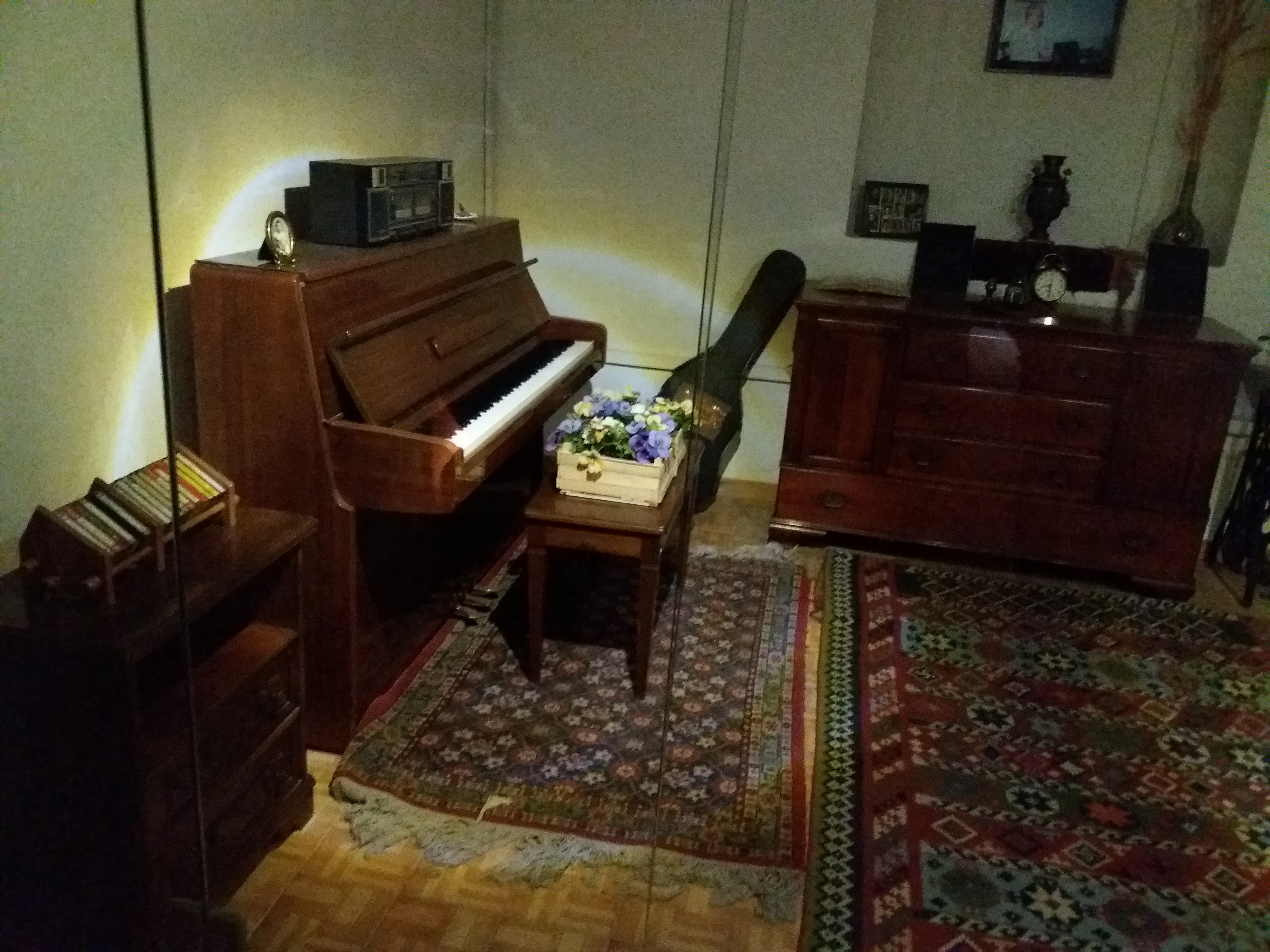
وسایل خانه فرهاد مهراد
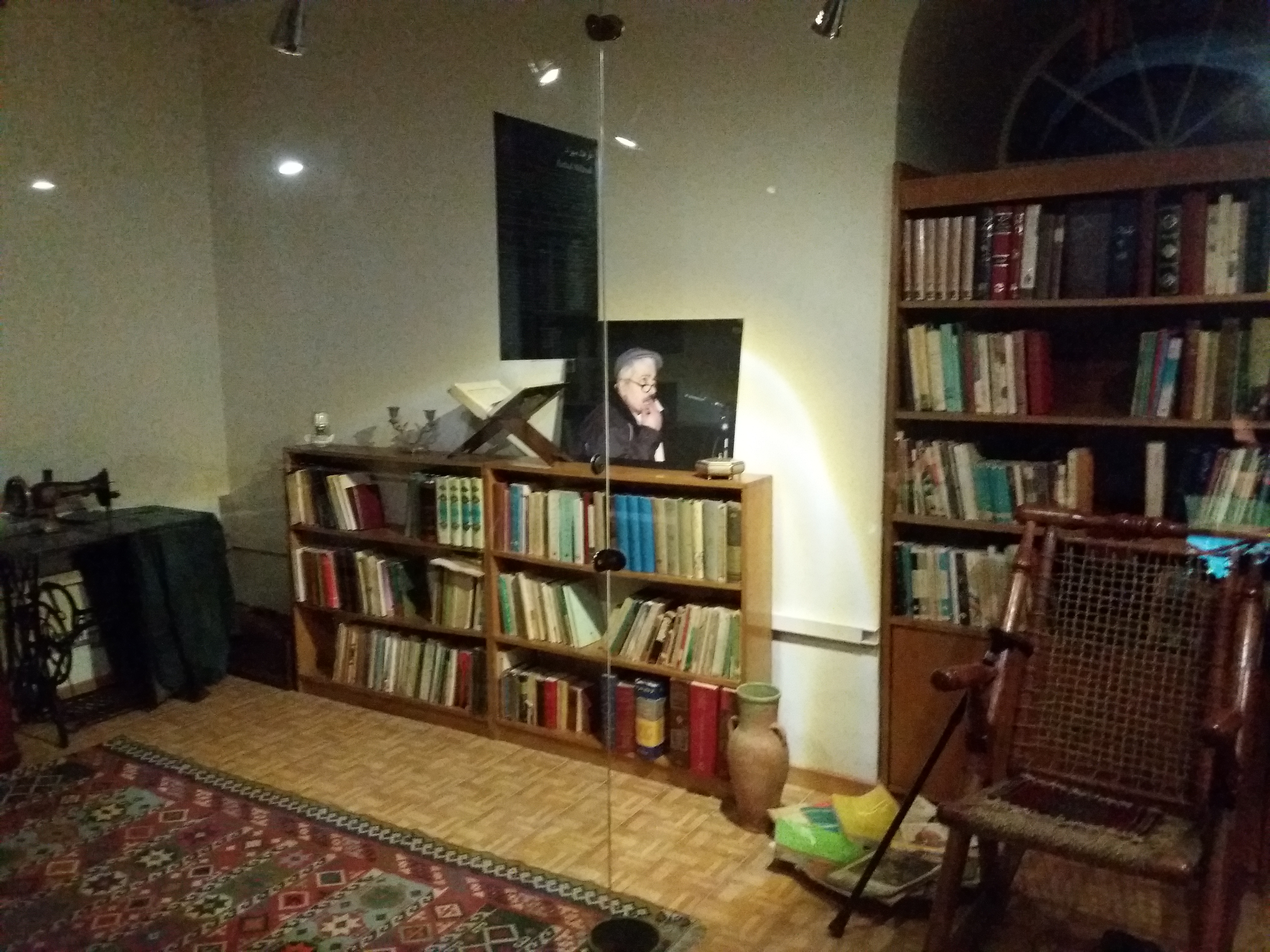
وسایل خانه فرهاد مهراد
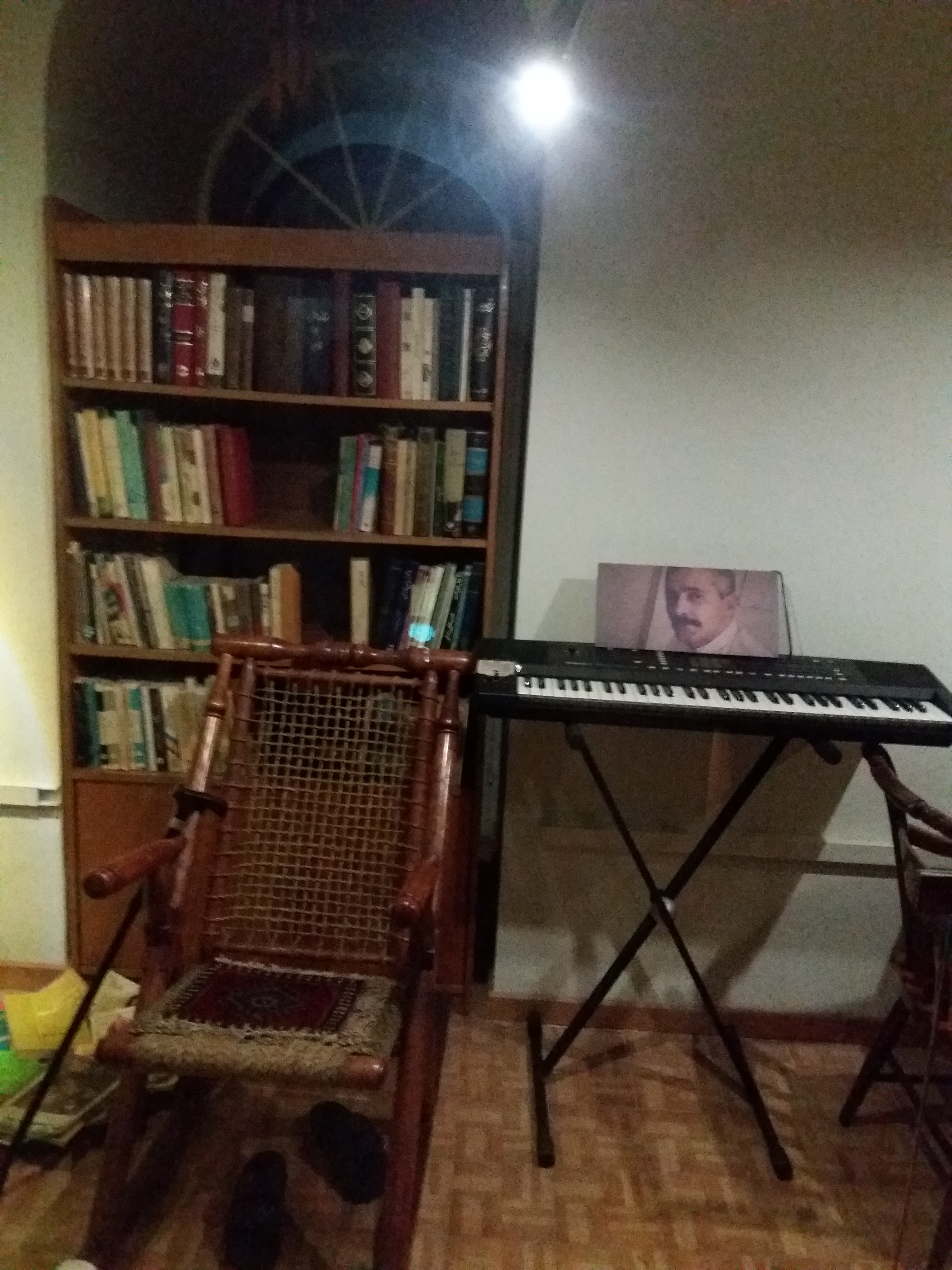
وسایل خانه فرهاد مهراد
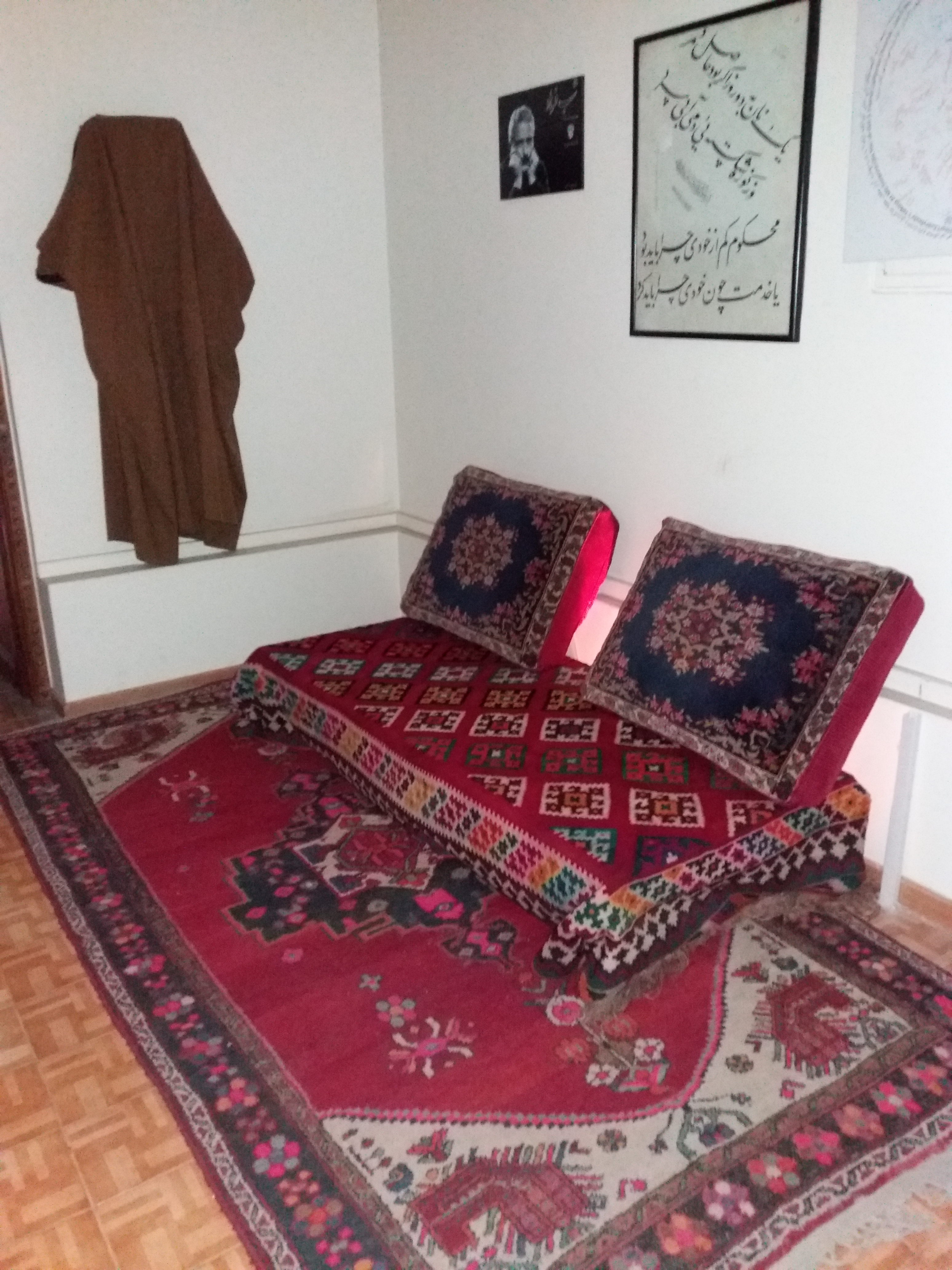
وسایل خانه فرهاد مهراد

## جایگاه شعر و ترانه از نگاه فرهاد
با تأمل در ترانه‌های این هنرمند، نکته‌ای که بیش از هر چیز نظر شنونده را به خود جلب می‌کند، جایگاه شعر و ترانه از دیدگاه اوست. ایشان به درک و فهم شعر بسیار معتقد بود. حس شعر و مفهوم آن را به‌خوبی درمی‌یافت و به ترانه‌ای که انتخاب می‌کرد اعتقاد داشت. درک حس واژگان و ضرب‌آهنگ آن‌ها و شیوه ادای آکسان‌ها و ویبراسیون‌ها جهت تبلور حس کلمات و مفهوم ترانه در آثار به جای مانده از او قابل تأمل است.
طاها هزاریان استاد آواز ایران می‌گوید:
«فرهاد می‌تواند عشق را توصیف کند»
شهیار قنبری ترانه‌سرا می‌گوید:
«فرهاد در کنار نوازندگان، نه دورتر از نفس‌های واروژان و اسفندیار، کلمه‌هایم را می‌گریست.»
تمام ترانه‌هایی که او حاضر به اجرای آن‌ها شد، از زبان حال خود و به نوعی از زبان حال مردم و جامعه بود. به عارف قزوینی ارادت داشت و او را اولین شاعری می‌دانست که شعرهای اجتماعی گفته است. همچنین به اشعار دیگر بزرگان عرصه شعر و ادب نیز توجه داشت. قصیده طولانی «تو را ای کهن بوم و بَر دوست دارم» سروده مهدی اخوان ثالث را با دادن تغییراتی از خود و «کوچ بنفشه‌ها» سروده محمد رضا شفیعی کدکنی را نیز با تغییراتی از خود به عنوان ترانه‌هایی برای اجرا انتخاب کرد.
همچنین به آثار ادبیات کلاسیک مغرب زمین نیز توجه داشت و از جملهٔ آن‌ها اجرای «ریچارد دوم» اثر ویلیام شکسپیر با ترجمه حسین الهی قمشه‌ای بود.
نگاه متعهدانه و مسئولانه او به شعر و ترانه، رسالت حرفه‌ای و در حقیقت قداست موسیقی را از منظر او هویدا می‌کرد. موسیقی برای او مقدس بود و از طریق تغنی و ترنم به خدا می‌رسید. موسیقی از دیدگاه او عارفانه بود نه مطربی و بدین جهت موسیقی را برای دگرگونی و تبلور روح طلب می‌داشت. او به وسیله موسیقی با پروردگارش راز و نیاز می‌کرد. یک حس عمیق عبودیت و عرفان که از علاقه و
عشق او به موسیقی مذهبی در سبک کلاسیک مغرب زمین ریشه گرفته بود. به ملودی و موسیقی خوب اعتقاد داشت ولی نه به گونه‌ای که گوش شنونده را از توجه به کلام منحرف سازد. صدای او بیان‌گر غم و اعتراضش بود و به قول الهی قمشه‌ای هیچ دریچه‌ای را به روی خود نبست و آن فریاد، فریادی بود که از تمام وجودش برمی‌خاست. فریاد او، فریاد عشق و انسانیت بود و عاقبت همان‌گونه که دوست داشت، در تابستان برای همیشه رفت و گرم و زنده بر شن‌های تابستان زندگی را بدرود گفت.
اگر ترانه‌های غالب آن روزگار را می‌شد در خشم و حُزن خلاصه کرد، صدای او جز این‌ها القاکنندهٔ مجموعهٔ متنوعی از حس‌ها بود: از وحشت و تردید تا حماسه. وسواس او در گزینش شعرها و خوانش هوشمندانه‌اش از آن ترانه‌ها، نقطه عزیمت او برای یکه‌سواری و جدا شدن از جمع هم‌قطارانش بود. مهم‌تر از این‌ها یکپارچگی و همگونی معنایی بی‌نظیری است که در مجموعهٔ کارهای او قابل رهگیری است؛ از آن ترانه‌های انگلیسی‌زبان آغازین تا آلبوم برف. این یکدستی و پیوستگی در مجموعه آثار هم‌نسلانش ابداً به چشم نمی‌خورد و گاه با عدم تجانس حیرت‌انگیزی روبه‌رو می‌شویم. رویکرد متنوع و اندیشیدهٔ او به ادبیات را در ترانه‌هایش براساس آثاری از خیام، نیما، شاملو، خویی، اخوان ثالث، شفیعی کدکنی و متون ادبی غرب و شرق (از شکسپیر تا متون روسی) می‌توان دریافت.
ترانه‌های او فارغ از فرمالیسم و سانتی‌مانتالیسمِ غالب موسیقی پاپ دههٔ پنجاه علاوه بر بازتابی از عصیان و نقد اجتماعی، نگاهی فلسفه‌جویانه و هستی‌شناسانه دارند. او به‌خوبی بر آنچه می‌خواند واقف بود و کارهایش نسبتی آشکار با اندیشه‌ای مشخص و هیجان‌گریز داشت. راز پایداری تمامی آثارش هم جز این نیست و به گونه‌ای مصداق ترکیب دل‌نشین و حزن‌انگیز «جوانی بدون جوانی» بود.

## تحلیلی بر شیوه خوانش فرهاد
باید سال‌ها بگذرد تا بتوان به تعریف درستی از سبک خوانندگی او دست پیدا کرد. او به جز سلیقه خوب در انتخاب اشعار، بسیار درست و قابل تأمل در انتخاب موسیقی مناسب که حال و هوای صدای خودش را هم داشته باشد، تبحر داشت و از نظر دکلماسیون نیز هر واژه از شعرش و هر مصرعی را که می‌خواند کاملاً با مفهوم بیان می‌کرد؛ به شکلی که معنای تلفیقی آن به گونه‌ای دیگر می‌شد. اجراهای او را باید چندین بار شنید تا به جذابیت‌های صدا و نوع خواندنش دست یافت، همچنین باید توانایی‌اش در اجراهای کنسرتی را نیز مدنظر قرار داد که در آن‌ها هم‌زمان پیانو هم می‌نواخت. نظیر این کار را می‌توان در اجرای خواننده دیگری مثل التون جان دید. او در خواندن ترانه‌های خارجی نیز بسیار با فکر عمل می‌کرد و هرچه را که می‌خواست اجرا کند، بنا به سلیقه خود از نظر آهنگسازی، ملودی و شیوه خواندن تغییر می‌داد و در واقع سلیقه خود را در کار اعمال می‌کرد که آن کار بهتر از آن چیزی که بود صورت بگیرد. او ترانه‌های بسیاری را به صورت بازخوانی و به زبان‌های مختلف خوانده است و همچنین ترانه‌هایی هم به زبان فارسی دارد. در هر حال چه زمانی که به زبان‌های دیگر اعم از انگلیسی، فرانسوی، ایتالیایی، ارمنی و… می‌خواند و چه زمانی که به زبان فارسی می‌خواند، شیوه برخورد خاص خود را با کلمات داشت. در گفت‌وگویی این‌چنین عنوان می‌کند که:
«من همیشه در وهله اول اصرار دارم آهنگی را که به زبان دیگری است، اول ترجمه‌اش را بدانم و در صورتی که بعضی از کلمات برایم ناآشنا باشند، با مراجعه به فرهنگ لغات معنای آن‌ها را متوجه شوم و دوم این‌که خیلی حساس هستم به زمانی که ترانه‌ای را به فارسی که زبان مادری‌ام است می‌خوانم، به گونه‌ای که دوست دارم مخاطب من تنها با یک‌بار گوش کردن ترانه آن را متوجه شده و بتواند بفهمد که چه می‌گویم.»
بنابراین یکی از شیوه‌های مهم ترانه‌خوانی وی در آثار فارسی و غیر فارسی‌اش شیوه صحیح اَدای کلمات است؛ به‌طوری‌که او کلمات متن شعر را از موسیقی‌اش جدا می‌کند و کلمات در ترانه‌هایش محترمانه از حنجره‌اش بر گوش شنونده می‌نشیند و آن‌ها را نمی‌فشارد و برای همنشین کردن با آهنگ هم آن‌ها را نمی‌کشد.
فرنگیس حبیبی در این رابطه می‌گوید: «به جرئت می‌توان گفت که در ترانه‌های وی هیچ کلمه شکسته، شُل، خمیده، پا در هوا و خمار شنیده نمی‌شود. هیچ واژه‌ای نیست که از سر بوالهوسی و عشوه در ترانه بلغزد و بچرخد و محو شود. به نظرم می‌آید که او یار کلمات است، از بس که آن‌ها را می‌فهمد و عزیز و محترمشان می‌دارد.»
البته به نظر می‌رسد که این‌جا باید به نکته دیگری نیز اشاره کرد و آن هم شیوه غربی ترانه‌خوانی است. در ترانه‌خوانی راک، شعر نیست که وجود دارد بلکه کلمه است که جریان می‌یابد. شاید بخشی از تأکید او در شیوه خواندنش ناشی از تجربه‌اش در راک و آموزه‌هایی است که در خواندن ترانه‌های خارجی از نوع راک و بعد هم پاپ غربی به دست آورده است.
او از معدود خوانندگانی است که بار عاطفی واژه موجود در شعر را با شیوه خوانش خود به معنا تبدیل می‌کند و به آن‌ها جان می‌بخشد. به گونه‌ای که وقتی کلمه «رنج» را می‌خواند، رنج می‌کشیم، وقتی می‌گوید «زمستون» سرمای آن را احساس می‌کنیم، وقتی از «جغد شوم» حرف می‌زند، شوم بودن را می‌فهمیم یا هنگامی که به تمسخر در «عصر چهارشنبه من، عصر خوشبختی ما» قبل از «عصر خوشبختی ما»، «هه» می‌کند به باطل بودن و مورد تمسخر بودن این عبارت پی می‌بریم و نمونه همین «هه» را بار دیگر در قبل از عبارت «ساده دل بودم که می‌پنداشتم دستان نااهل تو باید مثل هر عاشق رها باشد» به وضوح احساسش می‌کنیم و معنایش را هم می‌فهمیم؛ زیرا او اجازه نمی‌دهد شنونده به کلمات بی‌اعتنا باشد. نمونه این نکته را در پایان ترانهٔ کوچ بنفشه‌ها نیز می‌بینیم؛ با شعری از شفیعی کدکنی و آهنگی از خودش. عبارتی که نه یک بار و نه دو بار بلکه شاید بیشتر از هفت بار تکرار می‌شود و هر بار محکم‌تر از بار پیش، گویی که هرگز خیال محو شدن ندارد و بر آن تأکید شده است «ای کاش آدمی وطنش را همچون بنفشه‌ها می‌شد با خود ببرد هر کجا که خواست»
او یک خواننده مؤلف که می‌توانست همراه با خواندن نیز بنوازد بود و می‌دانست معنای کلماتی را که به آواز درمی‌آورد چیست و نوازندگی همزمانش نیز او را در این زمینه یاری می‌کرد. این را از امتداد مفاهیم در آواها و ترانه‌هایش می‌توان فهمید که مدام هم در سال‌های واپسین عمرش به صیقل زدن و کامل کردن آن مشغول بود. او می‌دانست چه می‌خواند، چه می‌کند و در کجا زندگی می‌کند.

## یادی از او در مراسم‌ها و دیگر آثار هنری
- در بهمن ۱۳۹۳ مراسم افتتاحیه سی و سومین جشنواره فیلم فجر در برج میلاد شهر تهران برگزار شد که پخش ترانهٔ «وحدت» با صدای فرهاد مهراد و تصاویری از پیروزی انقلاب اسلامی از اتفاقات ویژه مراسم بود.[۴۲]
- آیین رونمایی از پوستر «خصلت خوبان» که شامل ۱۲۴ شخصیت شهید، شهیر و فرهیخته است، عصر دوشنبه ۴ تیر ۱۳۹۳ در سازمان هنری رسانه‌ای اوج برگزار شد. اسماعیل کوشا که این پوستر با کوشش و تلاش او تهیه شده است دربارهٔ این طرح به جام جم گفت: «این پوستر که پس از هفت سال اندیشه و تحقیق به مرحله طراحی رسیده نماد وحدت ایرانیان است و در آن تصویری از برخی بزرگان دین، علم، هنر، ادبیات، ورزش، سینما و شهدا دیده می‌شود.» او حضور چهره‌های شناخته شده هنری را هم از ویژگی‌های مهم این پوستر برشمرد و گفت: «از جمله هنرمندان سرشناس رشته‌های مختلف هنری که در این پوستر حضور دارند می‌توان به پروین اعتصامی، جلال آل احمد، شهریار، علی حاتمی، فرهاد مهراد و… اشاره کرد.»[۴۳]
- سوم بهمن ۱۳۹۱ هفتاد و یکمین برنامه از سری نشست‌های عصر شعر و ترانه با حضور برخی چهره‌های شاخص ادبیات و موسیقی کشور برگزار شد و در ابتدای برنامه به مناسبت زادروز فرهاد مهراد، حاضران شاهد دو اجرای زندهٔ تقدیمی به این هنرمند بودند.[۴۴]
- در اسفند ۱۳۹۲ تئاتری به شیوه (کنسرت-نمایش) تحت عنوان «در روزهای آخر اسفند» برگرفته از آهنگ «کوچ بنفشه‌های فرهاد مهراد» به کارگردانی محمد رحمانیان به عنوان اَدای دِینی به خوانندگان آغازگر سبک پاپ و راک مدرن نظیر فرهاد مهراد به روی صحنه رفت که در انتهای نمایش، ترانه‌ها و قطعات خارجی خاطره انگیز و قدیمی، برگرفته از آثار انگلیسی فرهاد مهراد و همچنین ترانه کوچ بنفشه‌های وی به اجرا درآمد.[۴۵]
- شهاب حسینی بازیگر سینما در اولین تجربه کارگردانی خود به نام ساکن طبقه وسط با نویسندگی محمد هادی کریمی که در مهر ۱۳۹۳ اکران شد، یادی نیز از فرهاد مهراد کرده است. او در این فیلم سینمایی که نقش اول آن را نیز بر عهده دارد، ۳۸ شخصیت برجسته علمی، هنری، تاریخی، سیاسی، فرهنگی و ورزشی را ایفا می‌کند و در قالب نویسنده‌ای فرورفته که بناست کتاب تازه‌اش را بنویسد اما همذات‌پنداری او با شخصیت‌های مختلف این کتاب که از شرقی‌ترین چهره‌ها مانند شیخ صنعان، سهروردی، مولانا و سقراط حکیم گرفته تا غربی‌ترین چهره‌ها مانند راجر واترز، کرت کوبین و اسحاق نیوتن را دربرمی‌گیرد باعث شده او یک سری نقش متفاوت و دست‌اول ایفا کند. او در جایی از فیلم نیز نقش چه گوارا، انقلابی معروف لاتین را بازی کرده تا ردپای شخصیت سیاسی هم در کارش باشد. زکریا و مسیح دو پیامبری هستند که شهاب حسینی در قالب آن‌ها فرورفته و البته که نقش‌های فرهاد مهراد خواننده ایرانی و یک فوتبالیست باشگاه فوتبال بارسلونا نیز جایگاه ویژه‌ای در هنرنمایی شهاب حسینی داشته‌اند.
- یغما گلرویی، ترانه‌سرای معاصر نیز با انتشار ترانه «آخرین آوازه‌خون مُرد» درگذشت فرهاد مهراد را گرامی داشت، این ترانه اولین بار در سال ۱۳۸۱ در مراسم یادبودی که برای فرهاد مهراد در «فرهنگ‌سرای ابن سینا» برگزار شده بود خوانده شد.[۴۶]

| رو شناسنامهٔ جنگل مُهرِ باطلِ تگرگه            |  | این ترانه خوندنی نیست، این گزارشِ یه مرگه     |
| اون «صدای بی‌صدا» رو از ترانه‌ها گرفتن       |  | چشمِ آدمای لالِ کورِ گوش‌بُریده روشن!             |
| گرمیِ بازارِ بِشکن اسمشو از یادمون بُرد        |  | تیترِ روزنامه همین بود: «آخرین آوازخون مُرد»   |
| «دلش از تاریکی خسته»، «سقفش اَبرِ آسمون بود» |  | خیلیا می‌خوندن اما تنها اون آوازخون بود…      |
| «گنجشگکِ اَشی‌مشی» رو بومِ شب نشسته            |  | آوازخون پنجرهٔ ترانه‌هاشو بسته                 |
| دوباره نوبتِ ما شد، نوبتِ مرثیه‌سازی          |  | فصلِ پیرهنای مِشکی، فُرصتِ روده‌درازی             |
| «مردِ تنها» رفته اما می‌شه تا «جمعه» سفر کرد |  | می‌شه با «یه شبِ مهتاب» سایه‌ها رو در به در کرد |
| می‌شه فریادشو فهمید، سرِ پیچِ هر ترانه        |  | می‌شه تا همیشه دل داد به صفای «کودکانه»       |
| هر ترانه‌ش یه فراره از حصارِ بستهٔ دام        |  | آخرین پُکِ به سیگار واسه محکومه به اعدام…      |
| «گنجشگکِ اَشی‌مشی» رو بومِ شب نشسته            |  | آوازخون پنجرهٔ ترانه‌هاشو بسته                 |
|                                            |  |                                              |

همچنین ترانه دیگری را هم به فرهاد مهراد تقدیم کرد.
| سیگارِ گیتارتُ آتیش بزن                        |  | خیلی وقته تو لَکِ شنیدن صدای صاعقم                         |
| آوازه خونا رفتن تو کار پانتومیم              |  | فکر کردنم این روزا از مُد افتاده                          |
| خدام دیگه زورِ سابقو نداره                    |  | تویی که می باس عَلو بدی سایه هارو                         |
| این برفارو از رو موهات بتکون                 |  | من گول اون تارای سفیدو نمی‌خورم                           |
| می دونم که هنوزم تو فکر گرفتن خورشیدی        |  | حالا یه شبِ مهتابو برام بخون که خراب شنیدن اون صدای آبادم |
| از جمعه بگو و از سقفی که هنوزم تنِ اَبرِ آسمونه |  | نگو دیگه صدایی اَزت شنیده نمی شه                          |
| پیداس که هنو نفت داری تو فانوس تنت           |  | واسه همین گفتن جای خاک کردن آتیشت بزنن                   |
| سرزمین گُل و بلبل سرزمین قفس و گلخونس         |  | پس آخرین آوازتو بلندتر از نرده‌های این قفس بخون           |
| سیگارتو، گیتارتو آتیش بزن                    |  |                                                          |
|                                              |  |                                                          |

- در مراسم ویژهٔ استقبال از نوروز که در اسفند سال ۱۳۹۱ با حضور رئیس‌جمهور وقت و برخی اعضای هیئت دولت با نمایش آیین‌های نوروزی استان‌های مختلف برگزار شد یادی نیز از فرهاد مهراد شد و آهنگ کودکانه با صدای او در سالن پخش گردید؛ و این در حالی بود که وقتی این آهنگ پخش می‌شد بسیاری گزارش کردند احمدی‌نژاد به همراه یار همیشگی‌اش اسفندیار رحیم مشایی بغض کرده بودند و منقلب به نظر می‌رسیدند.[۴۸][۴۹]
- روز جمعه ۱۸ بهمن ۱۳۹۲ در بازدیدی که رئیس شورای شهر تهران، احمد مسجد جامعی از موزهٔ خانهٔ فرهاد داشت، حاشیه‌هایی را که این هنرمند در قرآن شخصی خود نوشته بود با صدای بلند خوانده شد. این هنرمند که فرزند سفیر ایران در برخی کشورهای عربی بود به زبان عربی نیز تسلط کامل داشت و به همین دلیل در زمان‌هایی که برای قرائت قرآن اختصاص می‌داد بر حواشی این کتاب آسمانی، یادداشت‌هایی را می‌نوشته است. او حتی در برخی از حاشیه‌هایی که در قرآن نوشته است اشکالاتی را نیز به ترجمه قرآن گرفته است و اکنون این قرآن در کنار یادداشت‌های شخصی وی در تالاری که به نام اوست در موزهٔ سینما به یادگار گذاشته شده است که تفاوت عمده‌ای را به موزهٔ سینما بخشیده است.[۵۰]
- در شمارهٔ پنجم کتاب فصل «مقام موسیقایی» که در مرداد ۱۳۹۱ به همت مرکز موسیقی حوزه هنری تولید و توسط انتشارات سوره مهر منتشر شد یادی نیز از این هنرمند شد. بررسی پوسترها و طرح جلدهای موسیقی قبل و بعد انقلاب از جمله فصل‌های دیدنی و جذاب این شماره از مجله «مقام موسیقایی» بود که طرح جلدهای خاطره انگیزی از کاست‌های هنرمندانی چون فرهاد مهراد و… در آن آورده شده بود.[۵۱]
- روزبه نعمت‌اللهی خواننده پاپ در مهر ۱۳۹۲ در یکی از کنسرت‌هایش ترانه «شب سیاه غم‌گرفته» را به یاد فرهاد مهراد اجرا کرد و همچنین پخش تصاویر قدیمی این هنرمند از مانیتورها فضای متفاوتی را به سالن بخشید.[۵۲]
- به مناسبت سالگرد این هنرمند در تابستان ۱۳۹۲ محسن چاوشی دیگر خواننده پاپ، یادداشتی را در مجله چلچراغ به یاد او منتشر کرد.[۵۳]

«جمعه روز بدی بود. بوی عیدی بوی توپ با تو معنی می‌گرفت. ای کاش حضورت صدایت را دلچسب تر می‌کرد. اما نبودنت باعث نمی‌شود که هرگز از کوچه پس کوچه‌های ذهنمان دور شوی.
فرهاد، هنوز هم جمعه روز بدی است. دلگیر همانند نبودنت. سالروز بودنت را احساس می‌کنم حتی اگر جمعه باشد. صدایت می‌ماند و می‌ماند و می‌ماند تا همه حضورت را تجربه کنند و به راستی این تنها صداست که می‌ماند. فرهاد این روزهای مردم ما چه بی صدا می‌گذرد و همه فکر یک سقفند. آن روزهایتان را که ورق می‌زنم افسوس می‌خورم. ای کاش ما هم صدایمان به گوش مردم می‌رسید. روزگارمان بد نیست خدا را شکر گله‌ای نیست اما دوست داشتم تجربه کنم بزرگی و فریاد زدن‌هایت را که چه عاشقانه عشق را روایت می‌کردی. هنوز هم کاغذهایمان رنگی است. هنوز هم سقف‌هایمان بی روزن است. هنوز هم فرهاد، فرهاد است و هنوز هم فریاد فرهاد ماندنی است. محسن چاوشی»
- نمایش مرد مقابل به کارگردانی سیما تیرانداز درحالی شامگاه شنبه در قالب سی‌ویکمین جشنوارهٔ تئاتر فجر به صحنه رفت که معاون هنری وزیر فرهنگ و ارشاد اسلامی و مدیر کل ادارهٔ هنرهای نمایشی از تماشاگران آن بودند. از دیگر نکته‌های جالب این نمایش که در حضور مدیران تئاتری و جمعی دیگر اجرا شد استفاده از تصنیفی از محمدرضا شجریان، یکی از ترانه‌های فرهاد مهراد و همچنین شعری از فروغ فرخزاد (با ذکر نام) در متن نمایش بود.[۵۴]
- در مراسم بزرگداشت امیرکبیر در دی ۱۳۹۱ گفته شد: «نخبگان این سرزمین از حسنک وزیر گرفته تا به امروز همیشه کشته شدند و ما باید از تاریخ درس بگیریم.» در ادامه این مراسم نیز کلیپی با صدای فرهاد مهراد پخش شد.[۵۵]
- مراسم یادبود آندره آرزومانیان، آهنگساز و نوازنده پیانو که در خرداد ۱۳۸۹ برگزار شد با پخش کلیپی از اجرای آندره آرزومانیان از قطعه جمعه فرهاد مهراد همراه بود.[۵۶]
- در بیست و پنجمین جشنوارهٔ موسیقی فجر که در اسفند ۱۳۸۸ برگزار شده بود نیز یادی از فرهاد مهراد شد و با اجرایی از نیما مسیحا که در مرکز همایش‌های برج میلاد به روی صحنه رفت پایان یافت. او سپس به یاد فرهاد مهراد قطعهٔ مرد تنها را خواند و گفت: «در طول ۱۰ سال فعالیتم در موسیقی و آواز همیشه از صدای او حس می‌گرفتم.»[۵۷]
- رضا صادقی دیگر خواننده پاپ در کنسرتی که در اسفند ۱۳۸۷ در کرج برگزار می‌شد آن را به هنرمندان درگذشته‌ای چون فرهاد مهراد، خسرو شکیبایی، و ناصر عبداللهی تقدیم کرد.[۵۸]
- در مراسم اختتامیهٔ ششمین جشن تصویر سال که در آذر ۱۳۸۷ برگزار شد نیز قطعه موسیقی‌ای به خوانندگی فرهاد مهراد پخش شد.[۵۹]
- در مراسم اختتامیهٔ چهارمین جشنواره موسیقی گل یاس (ویژه بانوان) که در اسفند ۱۳۸۱ در تالار وحدت برگزار شد نیز به مناسبت درگذشت فرهاد مهراد یک دقیقه سکوت اعلام شد و سپس گروه‌ها به اجرای برنامه پرداختند.[۶۰]

## آثار

### فارسی
| سال  | نام اثر            | ترانه سرا یا شاعر                          | آهنگساز            | موسیقی متن فیلم       |
| ---- | ------------------ | ------------------------------------------ | ------------------ | --------------------- |
| ۱۳۴۸ | مرد تنها           | شهیار قنبری                                | اسفندیار منفردزاده | رضا موتوری            |
| ۱۳۴۹ | جمعه               | شهیار قنبری                                | اسفندیار منفردزاده | خداحافظ رفیق          |
| ۱۳۵۰ | آینه‌ها             | اردلان سرفراز                              | حسن شماعی‌زاده      | منوچهر اسلامی         |
| ۱۳۵۱ | خسته               | تورج نگهبان                                | محمد اوشال         | زنجیری                |
| ۱۳۵۲ | اسیر شب            | عباس صفاری                                 | محمد اوشال         |                       |
| ۱۳۵۲ | شبانه ۱            | احمد شاملو                                 | اسفندیار منفردزاده |                       |
| ۱۳۵۳ | هفته خاکستری       | شهیار قنبری                                | واروژان            |                       |
| ۱۳۵۵ | گنجشکک اشی مشی     | متلی به جا مانده از قدیم                   | اسفندیار منفردزاده |                       |
| ۱۳۵۵ | کودکانه            | شهیار قنبری                                | اسفندیار منفردزاده |                       |
| ۱۳۵۶ | شبانه ۲            | احمد شاملو                                 | اسفندیار منفردزاده |                       |
| ۱۳۵۶ | جمعه برای جمعه (۲) | شهیار قنبری                                | اسفندیار منفردزاده |                       |
| ۱۳۵۶ | سقف                | ایرج جنتی عطایی                            | اسفندیار منفردزاده | ماهی‌ها در خاک می‌میرند |
| ۱۳۵۶ | آوار               | شهیار قنبری                                | فرهاد مهراد        |                       |
| ۱۳۵۷ | وحدت (محمد)        | سیاوش کسرایی                               | اسفندیار منفردزاده |                       |
| ۱۳۵۸ | نجواها             | شهیار قنبری                                | اسفندیار منفردزاده |                       |
| ۱۳۷۲ | خواب در بیداری     | خوان رامون خیمنز                           | فرهاد مهراد        |                       |
| ۱۳۷۲ | کوچ بنفشه‌ها        | محمدرضا شفیعی کدکنی (با تغییراتی از فرهاد) | فرهاد مهراد        |                       |
| ۱۳۷۲ | خیال خوشی          | ویلیام شکسپیر                              | فرهاد مهراد        |                       |
| ۱۳۷۲ | تو را دوست دارم    | مهدی اخوان ثالث (با تغییراتی از فرهاد)     | فرهاد مهراد        |                       |
| ۱۳۷۶ | برف                | نیمایوشیج (با تغییراتی از فرهاد)           | فرهاد مهراد        |                       |
| ۱۳۷۶ | گاندی              | گاندی                                      | فرهاد مهراد        |                       |
| ۱۳۷۶ | رباعیات            | ابوسعید ابوالخیر                           | فرهاد مهراد        |                       |
| ۱۳۷۶ | وقتی که بچه بودم   | اسماعیل خویی (با تغییراتی از فرهاد)        | فرهاد مهراد        |                       |
| ۱۳۷۶ | کتیبه              | فریدون رهنما                               | فرهاد مهراد        |                       |
| ۱۳۷۶ | شب تیره            | ولادیمیر آگادُو                             | فرهاد مهراد        |                       |
| ۱۳۷۶ | مرغ سحر            | ملک‌الشعرای بهار                            | فرهاد مهراد        |                       |
| ۱۳۷۶ | بانوی گیسو حنایی   | ناظم حکمت (با تغییراتی از فرهاد)           | فرهاد مهراد        |                       |
| ۱۳۷۶ | گل یخ              | اسکار همرستاین دوم                         | فرهاد مهراد        |                       |

- همچنین وی دکلمه دو غزل از حافظ و شعر آواز کرک از مهدی اخوان ثالث را نیز به صورت ضبط خانگی اجرا کرده بود که بعد از درگذشت او برای علاقه‌مندانش منتشر شد.

### انگلیسی
| توضیحات                                                                      | به فارسی                          | نام آهنگ                             |
| ---------------------------------------------------------------------------- | --------------------------------- | ------------------------------------ |
| اجرای زنده در کوچینی                                                         | پنج دقیقه فرصت بگیر               | Take five                            |
| اجرای زنده در کوچینی                                                         | تو را افسون کردم                  | I put a spell on you                 |
| تک آهنگ استودیویی قبل از انقلاب ایران                                        | رمانسِ عشق                         | Romance of love                      |
| اجرای زنده در شو تلویزیونی رنگارنگ، دهه ۱۳۵۰                                 | اگر تو بروی                       | If you go away                       |
| ضبط خانگی، دهه ۱۳۷۰                                                          | مسیح پایین بیا                    | Come down Jesus                      |
| ضبط خانگی                                                                    | طبیعتاً دوباره تنها                | Alone again naturally                |
| از آلبوم برف (۱۳۷۹)                                                          | گل یخ                             | Edelweiss                            |
| اجرای تصویری در تلویزیون ملی، دهه ۱۳۴۰                                       | روز تعطیل                         | Holiday                              |
| اجرای زنده در کنسرت خارج از ایران، دهه ۱۳۷۰                                  | قلبم را رها کن                    | Unchain my heart                     |
| اجرای تصویری در تلویزیون، دهه ۱۳۴۰                                           | هفت اتاق دلتنگی                   | 7rooms of gloom                      |
| ضبط استودیویی در دهه ۱۳۶۰                                                    | آهنگ مستر                         | Master song                          |
| از آلبوم خواب در بیداری (۱۳۷۲)                                               | آن روزها وقتی جوان بودم           | Yesterday when I was young           |
| تک آهنگ استودیویی قبل از انقلاب                                              | آرژانتین برایم گریه نکن           | Don't cry for me Argentina           |
| اجرای تصویری در تلویزیون، دهه ۱۳۴۰                                           | دنیایی که ما می‌شناختیم            | The world we knew                    |
| تک آهنگ استودیویی                                                            | طلوع و غروب خورشید                | Sunrise/Sunset                       |
| اجرای زنده در کوچینی                                                         | دوباره با هم                      | Together again                       |
| ضبط خانگی در دهه ۱۳۶۰                                                        | مرد تنها                          | Solitary man                         |
| اجرای زنده در کنسرت خارج از ایران، دهه ۱۳۷۰ و از آلبوم خواب در بیداری (۱۳۷۲) | دیروز                             | Yesterday                            |
| از آلبوم خواب در بیداری (۱۳۷۲)                                               | آسیاب‌های بادی ذهن تو              | Windmills of your mind               |
| اجرای زنده در کوچینی                                                         | عشق برایم خوب بود                 | Love's been good to me               |
| ضبط خانگی، دهه ۱۳۶۰                                                          | لیزای غمگین                       | Sad Lisa                             |
| تک آهنگ استودیویی قبل از انقلاب                                              | رویای کالیفرنیا                   | California dreamin                   |
| اجرای تصویری در تلویزیون ملی، دهه ۱۳۴۰                                       | خانه خورشید خیزان                 | The House of the rising Sun          |
| اجرای زنده در کنسرت خارج از ایران، دهه ۱۳۷۰                                  | بگذار باشد                        | Let it be                            |
| تک آهنگ استودیویی قبل از انقلاب                                              | تو یک دوست داشتی                  | You have got a friend                |
| اجرای تصویری در تلویزیون ملی، دهه ۱۳۴۰                                       | آنجا خواهم بود                    | I'll be there (Damita Jo)            |
| از آلبوم خواب در بیداری (۱۳۷۲)                                               | اجازه نده دچار سوءتفاهم شوم       | Don't let me be misunderstood        |
| ضبط خانگی، دهه ۱۳۷۰                                                          | مثل یک آهنگ غمگین                 | Like a sad song                      |
| ضبط خانگی، دهه ۱۳۷۰                                                          | سوزان                             | Suzanne                              |
| اجرای تصویری در تلویزیون ملی، دهه ۱۳۴۰                                       | به روحم باور دارم                 | I believe to my soul                 |
| ضبط خانگی، دهه ۱۳۴۰ در آلبوم از دورها                                        | تو را صدا می‌کنم                   | I call you                           |
| از آلبوم خواب در بیداری (۱۳۷۲)                                               | هی، این راهش نیست که خداحافظی کنی | Hey,that's no way to say goodbye     |
| ضبط خانگی، دهه ۱۳۶۰                                                          | کارگر                             | Handyman                             |
| اجرای تصویری در تلویزیون ملی، دهه ۱۳۴۰                                       | بدون تو کجا می‌توانم بروم          | Where can I go without you           |
| ضبط خانگی، دهه ۱۳۴۰ در آلبوم از دورها                                        | درد                               | Hurt                                 |
| ضبط خانگی، دهه ۱۳۴۰ در آلبوم از دورها                                        | تن‌ها قدم زدن                      | Walking alone                        |
| اجرای تصویری در تلویزیون ملی، دهه ۱۳۴۰                                       |                                   | You're just about to lose your clown |
| ضبط خانگی، دهه ۱۳۶۰                                                          | همه با من صحبت می‌کنند             | Everybody's talking at me            |
| اجرای زنده در کوچینی                                                         | همدردی                            | Sympathy                             |
| از آلبوم خواب در بیداری با دکلمه‌ای فارسی (۱۳۷۲)                              | خیال خوشی                         | Good fantasies                       |
| اجرای زنده در کوچینی                                                         | لحظه به لحظه                      | Moment to moment                     |
| اجرای زنده در کوچینی                                                         | وقتی خورشید پایین بیاید           | When the Sun comes down              |
| ضبط خانگی، دهه ۱۳۴۰ در آلبوم از دورها                                        | اِلِنُر ریگبی/نام فامیلی انگلیسی     | Eleanor rigby                        |
| از آلبوم خواب در بیداری (۱۳۷۲)                                               | ملودی از بند رها شده              | Unchained melody                     |
| اجرای زنده در کوچینی                                                         | تو عاشقم نبودی                    | You won't love me                    |
| به فرانسوی، تک‌آهنگ استودیویی قبل از انقلاب                                   | بله                               | Qui                                  |
| به اسپانیایی، ضبط خانگی در دهه ۱۳۴۰ و از آلبوم از دورها                      | هیچ‌کس مرا دوست ندارد              | Nadie me quiere                      |
| به آلمانی، اجرای زنده در کنسرت کلن آلمان در دهه ۱۳۷۰                         | شادی برای همه                     | An die freude                        |
| به ارمنی، ضبط خانگی در دهه ۱۳۶۰                                              | بدون رفیق                         | ոչ ընկեր                             |
| به روسی و دکلمه‌ای فارسی، ضبط خانگی در دهه ۱۳۶۰                               | شب تیره                           | темная ночь                          |
| آهنگ رومانیایی بدون کلام، تنها با اجرای سوتی دشوار                           | آهنگ رومانیایی                    | Romanian song                        |
| به فرانسوی، ضبط خانگی در دهه ۱۳۴۰ و از آلبوم از دورها                        | اینجا زندگی می‌کنم                 | Ci je vivrai                         |

## پخش آثار فرهاد از صدا و سیما
بعد از درگذشت این هنرمند تعدادی از آثار او در سال‌های اخیر توسط صدا و سیمای جمهوری اسلامی ایران پخش شد که با واکنش همسر وی و با شکایت به شعبه ۸۰ دادگاه عمومی حقوقی مجتمع قضایی صدر تهران در حکمی از ادامهٔ پخش آهنگ‌ها توسط صدا و سیما جلوگیری شد. دلیل نیز مبنی بر این بود که صدا و سیما از آثار این هنرمند استفاده ابزاری می‌کند و وزارت ارشادی که تا دیروز به‌سختی مجوز آثار این هنرمند را صادر می‌کرد، امروز و در نبود او اجازه نشر آثار این هنرمند را بر روی کلیپ‌های انتخاباتی و تیتراژ برخی برنامه‌های تلویزیونی و اعیاد و مراسم‌های گوناگون و همچنین کلیپ‌هایی که از لحاظ محتوا هیچ‌گونه ارتباطی با مضمون آثار این هنرمند ندارند استفاده می‌کند. به عنوان مثال ترانه گنجشکک اشی مشی را که مفهومی اعتراضی انتقادی دارد، بر روی کلیپی که در آن بازی‌های کودکی به تصویر کشیده شده است، استفاده ده که همسر این هنرمند در این رابطه می‌گوید:
«فرهاد برای همه کارهایش یک نظم و انضباط خاصی داشت و دوست نداشت که هر کس آن طور که دلش می‌خواهد از آثار او استفاده یا به تعبیری سوءاستفاده کند.»
همچنین وکیل خانواده فرهاد مهراد گفته است که اگر همچنان پخش آثار این هنرمند از صدا و سیما ادامه پیدا کند، شکایتی کیفری علیه رسانه همگانی را مطرح خواهد کرد.